# Campionats d'Europa de ciclisme en pista júnior
Els Campionats d'Europa de ciclisme en pista júnior són els Campionats d'Europa de ciclisme en pista en categoria júnior (17-18 anys), organitzats per la Unió Europea de Ciclisme.
Creats inicialment el 1973, només es van diputar dues edicions. Es van tornar a organitzar a partir de 2001 i des del 2002 es diputen conjuntament amb els Campionats d'Europa de ciclisme en pista sub-23.

## Edicions
| Any  | País     | Ciutat             |
| ---- | -------- | ------------------ |
| 1973 | RFA      | Múnic              |
| 1974 | Polònia  | Varsòvia           |
| 2001 | Itàlia   | Fiorenzuola d'Arda |
| 2002 | Alemanya | Büttgen            |
| 2003 | Rússia   | Moscou             |
| 2004 | Espanya  | València           |
| 2005 | Itàlia   | Fiorenzuola d'Arda |

| Any  | País     | Ciutat          |
| ---- | -------- | --------------- |
| 2006 | Grècia   | Atenes          |
| 2007 | Alemanya | Cottbus         |
| 2008 | Polònia  | Pruszków        |
| 2009 | Belarús  | Minsk           |
| 2010 | Rússia   | Sant Petersburg |
| 2011 | Portugal | Anadia          |
| 2012 | Portugal | Anadia          |

| Any  | País     | Ciutat      |
| ---- | -------- | ----------- |
| 2013 | Portugal | Anadia      |
| 2014 | Portugal | Anadia      |
| 2015 | Grècia   | Atenes      |
| 2016 | Itàlia   | Montichiari |
| 2017 | Portugal | Anadia      |

## Palmarès masculí

### Velocitat
| Any  | Guanyador            | Segon                 | Tercer                |
| ---- | -------------------- | --------------------- | --------------------- |
| 1973 | Claudio Bagarello    | Marcello Braccioli    | Oleg Gudyn            |
| 1974 | Gilbert Hatton       | Giuseppe Saronni      | Lothar Thoms          |
| 2001 | Mathieu Mandard      | Samuele Marzoli       | Sergey Borisov        |
| 2002 | Michael Seidenbecher | François Pervis       | Mickaël Murat         |
| 2003 | Grégory Baugé        | Filip Ditzel          | Alfonso Gómez Sánchez |
| 2004 | Matthew Crampton     | Matthias Stumpf       | Pawel Kosciecha       |
| 2005 | Maximilian Levy      | Kévin Sireau          | René Enders           |
| 2006 | Jason Kenny          | Hodei Mazquiaran Uria | Christian Lyte        |
| 2007 | David Daniell        | Paul Kanzler          | Kirill Filatov        |
| 2008 | Quentin Lafargue     | Charlie Conord        | Peter Mitchell        |
| 2009 | Sergei Litvinenko    | Nikolay Zhurkin       | Eric Engler           |
| 2010 | Julien Palma         | Rino Gasparrini       | Philip Hindes         |
| 2011 | John Paul            | Nikita Shurshin       | Max Niederlag         |
| 2012 | Richard Assmus       | Matthew Rotherham     | Jakub Vývoda          |
| 2013 | Maximilian Dornbach  | Svajunas Jonauskas    | Sergey Gorlov         |
| 2014 | Alexey Nosov         | Sergey Gorlov         | Patryk Rajkowski      |
| 2015 | Melvin Landerneau    | Sébastien Vigier      | Alexey Nosov          |
| 2016 | Martin Cechman       | Mateusz Milek         | Ayrton De Pauw        |
| 2017 | Rayan Helal          | Dmitry Nesterov       | Pavel Perchuk         |

### Persecució
| Any  | Guanyador              | Segon              | Tercer              |
| ---- | ---------------------- | ------------------ | ------------------- |
| 1973 | Jean-Luc Vandenbroucke | Gregor Braun       | Eugen Helm          |
| 1974 | Sergueï Baranov        | Gabor Szucs        | Holger Nagel        |
| 2001 | Milan Behunek          | Vitaliy Kondrut    | Martin Goldinger    |
| 2002 | Nikolai Trussov        | Mikhail Ignatiev   | Vitaliy Kondrut     |
| 2003 | Alexander Khatuntsev   | Levi Heimans       | Mikhail Ignatiev    |
| 2004 | Vitaliy Shchedov       | Ivan Kovaliov      | Michael Arends      |
| 2005 | Alexandr Pliuschin     | Vitaliy Shchedov   | Ivan Rovni          |
| 2006 | Marco Coledan          | Ievgueni Kovaliov  | Alexandre Lemair    |
| 2007 | Arthur Ershov          | Jérôme Cousin      | Albert Torres       |
| 2008 | Albert Torres          | Arthur Ershov      | Mark Christian      |
| 2009 | Konstantin Kuperasov   | Ivan Savitskiy     | George Atkins       |
| 2010 | Víktor Manakov         | Evgeny Shalunov    | Filippo Ranzi       |
| 2011 | Jonathan Dibben        | Owain Doull        | Kévin Lesellier     |
| 2012 | Tom Bohli              | Nils Schomber      | Jonathan Dibben     |
| 2013 | Pavel Chursin          | Valentin Madouas   | Corentin Ermenault  |
| 2014 | Ivo Oliveira           | Corentin Ermenault | Daniel Staniszewski |
| 2015 | Daniel Staniszewski    | Thomas Denis       | Maksim Sukhov       |
| 2016 | Georgios Stavrakakis   | Ivan Smirnov       | Reece Wood          |
| 2017 | Ivan Smirnov           | Xeno Young         | Rhys Britton        |

### Persecució per equips
| Any  | Guanyadors                                                                          | Segons                                                                                            | Tercers                                                                                       |
| ---- | ----------------------------------------------------------------------------------- | ------------------------------------------------------------------------------------------------- | --------------------------------------------------------------------------------------------- |
| 2001 | Txèquia · Milan Behunek · Zdenek Zdimal · Tomas Macka · Jan Kunta                   | Rússia · Ilya Krestianinov · Alexei Tchounossov · Aleksei Schmidt · Roman Paramonov               | Itàlia · Loris Gobbi · Flavio Lucchini · Davide Viganò · Thomas Unari                         |
| 2002 | Ucraïna · Andriy Buchko · Vadym Matsko · Vitaliy Kondrut · Dmytro Grabovskyy        | Alemanya · Andreas Welsch · Florian Piper · Christian Kux · Robert Kriegs                         | Rússia · Mikhail Ignatiev · Nikolai Trussov · Maksym Averin · Anton Mindlin                   |
| 2003 | Rússia · Anton Mindlin · Vladimir Isaychev · Nikolai Trussov · Mikhail Ignatiev     | Països Baixos · Wim Stroetinga · Niels Pieters · Levi Heimans · Kevin Sluimer                     | Lituània · Gediminas Bagdonas · Justas Volungevicius · Andrius Buividas · Ignatas Konovalovas |
| 2004 | Ucraïna · Oleksandr Polivoda · Sergiy Minashkin · Igor Malikov · Vitaliy Shchedov   | Rússia · Sergey Kolesnikov · Ivan Kovaliov · Valeri Valinin · Alexey Bauer                        | Espanya · Pablo Aitor Bernal · Jonathan Muñoz · Jordi Mariné · David Dieguez                  |
| 2005 | Regne Unit · Ross Sander · Andrew Tennant · Ian Stannard · Steven Burke             | Polònia · Hubert Tulacz · Michal Nawrocki · Pawel Mikulicz · Jonasz Krysztofik                    | Rússia · Andrei Kliúiev · Alexey Shyryaev · Roman Maximov · Sergey Valinin                    |
| 2006 | Regne Unit · Adam Blythe · Peter Kennaugh · Steven Burke · Jonathan Bellis          | França · Vincent Dauga · Alexandre Lemair · Bryan Nauleau · Vivien Brisse                         | Rússia · Mikhail Baryshnikov · Nikita Novikov · Alexander Rybakov · Stanislav Volkov          |
| 2007 | Regne Unit · Luke Rowe · Mark McNally · Peter Kennaugh · Adam Blythe                | França · Nicolas Giulia · Julien Duval · Jérôme Cousin · Remi Badoc                               | Rússia · Kirill Baranov · Ievgueni Kovaliov · Nikita Novikov · Alexander Petrovskiy           |
| 2008 | França · Julien Morice · Erwan Téguel · Emmanuel Kéo · Julien Duval                 | Regne Unit · Luke Rowe · Mark Christian · Andrew Fenn · Erick Rowsell                             | Alemanya · Thomas Juhas · Johannes Kahra · Theo Reinhardt · Jakob Steigmiller                 |
| 2009 | Rússia · Konstantin Kuperasov · Víktor Manakov · Ivan Savitskiy · Matvey Zubov      | Regne Unit · George Atkins · Samuel Harrison · Timothy Kennaugh · Jonathan Mould                  | França · Bryan Coquard · Emmanuel Kéo · Julien Morice · Jules Pijourlet                       |
| 2010 | Rússia · Roman Ivlev · Pavel Karpenkov · Evgeny Shalunov · Kiril Svéixnikov         | Itàlia · Liam Bertazzo · Filippo Ranzi · Michele Scartezzini · Paolo Simion                       | França · Bryan Coquard · Alexis Gougeard · Marc Sarreau · Romain Le Roux                      |
| 2011 | Regne Unit · Jonathan Dibben · Owain Doull · Samuel Lowe · Joshua Papworth          | Rússia · Royan Iulev · Aleksey Ryabkin · Andrey Sazanov · Eugeny Zateshilov                       | França · Thomas Boudat · Marc Fournier · Kévin Lesellier · Maxime Piveteau                    |
| 2012 | Dinamarca · Mathias Møller Nielsen · Elias Busk · Mathias Krigbaum · Jonas Poulsen  | Regne Unit · Samuel Lowe · Christopher Latham · Jonathan Dibben · Tao Geoghegan Hart              | Alemanya · Nils Schomber · Jonas Tenbrock · Leon Rohde · Domenic Weinstein                    |
| 2013 | Rússia · Andrey Prostokishin · Sergei Mosin · Dmitrii Strakhov · Timur Gizzatullin  | França · Valentin Madouas · Corentin Ermenault · Jordan Levasseur · Clément Barbeau               | Suïssa · Patrick Müller · Niico Selenati · Chiron Keller · Simon Bruhlmann                    |
| 2014 | Rússia · Andrey Prostokishin · Nikolai Ilichev · Serafim Aleksyuk · Danil Babushkin | Regne Unit · Gabriel Cullaigh · Joe Evans · Matthew Gibson · Joe Holt                             | Suïssa · Patrick Müller · Lukas Rüegg · Martin Schäppi · Nico Selenati                        |
| 2015 | Rússia · Sergey Rostovtsev · Dmitriy Markov · Maksim Piskunov · Maksim Sukhov       | Dinamarca · Niklas Larsen · Rasmus Lund Pedersen · Frederik Rodenberg Madsen · Tim Vang Cronqvist | Polònia · Dawid Czubak · Szymon Kraczyk · Mikolaj Sojka · Daniel Staniszewski                 |
| 2016 | Regne Unit · Ethan Hayter · Matthew Walls · Reece Wood · Fred Wright                | Polònia · Dawid Czubak · Szymon Kraczyk · Patryk Pazik · Bartosz Rudyk                            | Rússia · Arseni Nikoforov · Sergei Malnev · Alexander Smirnov · Ivan Smirnov                  |
| 2017 | Rússia · Lev Gonov · Dmitry Mukhomediarov · Ivan Smirnov · Gleb Syritsa             | Regne Unit · Rhys Britton · Joe Nally · Jake Stewart · Fred Wright                                | Suïssa · Scott Quincey · Mauro Schmid · Valère Thiébaud · Alex Vogel                          |

### Puntuació
| Any  | Guanyador           | Segon                 | Tercer                  |
| ---- | ------------------- | --------------------- | ----------------------- |
| 1973 | Kim-Gunnar Svendsen | Urmas Tooma           | Heinz Longerich         |
| 1974 | Jerzy Rychlicki     | Sergueï Baranov       | Andreas Petermann       |
| 2001 | Aleksei Schmidt     | Vitaliy Kondrut       | Alois Kaňkovský         |
| 2002 | Mikhail Ignatiev    | Sebastian Frey        | Gideon De Jong          |
| 2003 | Wim Stroetinga      | Kenny De Ketele       | Jiří Hochmann           |
| 2004 | Pavel Korzh         | Geraint Thomas        | Tim Mertens             |
| 2005 | Pavel Korzh         | Sebastian Forke       | Alexey Shyryaev         |
| 2006 | Maxim Pokidov       | Alexey Shyryaev       | Salvador Guardiola Torá |
| 2007 | Elia Viviani        | Ralf Matzka           | Rémi Badoc              |
| 2008 | Sam Bennett         | Albert Torres         | Michał Kwiatkowski      |
| 2009 | Elia Ongaretto      | Matvey Zubov          | Timothy Kennaugh        |
| 2010 | Michele Scartezzini | Kiril Svéixnikov      | Roman Ivlev             |
| 2011 | Julio Amores        | Théry Schir           | Joshua Papworth         |
| 2012 | Thomas Boudat       | Tom Bohli             | Maxime Piveteau         |
| 2013 | Pavel Chursin       | Seid Lizde            | Matthias Osei Vertez    |
| 2014 | Corentin Ermenault  | Mark Downey           | Gabriel Cullaigh        |
| 2015 | Joey Walker         | Szymon Krawczyk       | Denis Nekrasov          |
| 2016 | Dawid Czubak        | Matteo Donegà         | Gerben Thijssen         |
| 2017 | Oleg Kanaka         | Fabio van den Bossche | Mauro Schmid            |

### Quilòmetre Contrarellotge
| Any  | Guanyador           | Segon                 | Tercer                |
| ---- | ------------------- | --------------------- | --------------------- |
| 2001 | Alois Kaňkovský     | Ruben Donet           | Alexei Tchounossov    |
| 2002 | François Pervis     | Michael Seidenbecher  | Mickaël Murat         |
| 2003 | Filip Ditzel        | Kamil Kuczynski       | Anton Rudoy           |
| 2004 | Stoian Vasev        | David Wilken          | Francesco Kanda       |
| 2005 | Maximilian Levy     | Dawid Glowacki        | David Wilken          |
| 2006 | David Daniell       | Jason Kenny           | Hodei Mazquiaran Uria |
| 2007 | Daniel Rackwitz     | David Alonso Castillo | Konrad Dąbkowski      |
| 2008 | Quentin Lafargue    | Thomas Bonafos        | Loris Paoli           |
| 2009 | Loris Paoli         | Krzystof Maksel       | Nikolay Zhurkin       |
| 2010 | Julien Palma        | Rino Gasparrini       | Robert Kanter         |
| 2011 | Benjamin Edelin     | José Moreno Sánchez   | Benjamin Konig        |
| 2012 | Matthew Rotherham   | Alexander Dubchenko   | Jakub Vyvoda          |
| 2013 | Alexander Dubchenko | Maximilian Dornbach   | Thomas Copponi        |
| 2014 | Jiří Janošek        | Sam Ligtlee           | Aaron Reiss           |
| 2015 | Aleksandr Vasyukhno | Maksim Piskunov       | Sam Ligtlee           |
| 2016 | Ayrton De Pauw      | Dawis Czubak          | Alejandro Martínez    |
| 2017 | Pavel Perchuk       | Carl Hinze            | Jakub Stastny         |

### Velocitat per equips
| Any  | Guanyador                                                          | Segon                                                                 | Tercer                                                           |
| ---- | ------------------------------------------------------------------ | --------------------------------------------------------------------- | ---------------------------------------------------------------- |
| 2001 | França · Mathieu Mandard · Mickaël Murat · François Pervis         | Txèquia · Jaroslav Flendr · Alois Kaňkovský · Albert Pance            | Rússia · Nikolai Dmítriev · Sergey Borisov · Arif Abassov        |
| 2002 | Alemanya · Michael Spiess · Michael Seidenbecher · Robert Eichfeld | França · Kévin Corroleur · Mickaël Murat · François Pervis            | Txèquia · Filip Ditzel · Jaroslav Flendr · Daniel Lebl           |
| 2003 | Polònia · Michal Tokarz · Kamil Kuczynski · Pawel Kosciecha        | Rússia · Anton Rudoy · Stoian Vasev · Denís Dmítriev                  | Txèquia · Filip Ditzel · Adam Ptacnik · Jiří Hochmann            |
| 2004 | Rússia · Stoian Vasev · Denís Dmítriev · Mikhail Shikhalev         | Polònia · Pawel Kosciecha · Maciej Olkowski · Jakub Wycisk            | Espanya · Antoni Josep Clua · Miguel Galán Reyes · Julio Varas   |
| 2005 | França · Michaël D'Almeida · Kévin Sireau · Alexandre Volant       | Polònia · Rafal Poper · Dawid Glowacki · Krzysztof Szymanek           | Rússia · Andrey Chernopyatov · Pavel Noskov · Maxim Tarakanov    |
| 2006 | Regne Unit · David Daniell · Christian Lyte · Jason Kenny          | Grècia · Chrístos Volikákis · Zafíris Volikákis · Vasileios Reppas    | Polònia · Konrad Dąbkowski · Pawel Sarnecki · Adrian Teklinski   |
| 2007 | França · Quentin Lafargue · Thierry Jollet · Charlie Conord        | Regne Unit · David Daniell · Christian Lyte · Tom Buck                | Alemanya · Paul Kanzler · Daniel Rackwitz · Gregor Fischer       |
| 2008 | França · Quentin Lafargue · Thierry Jollet · Charlie Conord        | Regne Unit · Steven Hill · Peter Mitchell · Luc Jones                 | Polònia · Grzegorz Drejgier · Karol Kasprzyk · Rafal Sarnecki    |
| 2009 | Alemanya · Erik Balzer · Eric Engler · Alexander Reinelt           | Polònia · Pawel Laskowski · Kacper Lesniak · Krzysztof Maksel         | França · Kévin Guillot · Michael Valenza · Florian Vernay        |
| 2010 | França · Kévin Guillot · Julien Palma · Benjamin Edelin            | Itàlia · Mauro Catellini · Davide Ceci · Rino Gasparrini              | Rússia · Nikita Balunov · Dmitry Gorlov · Kirill Samusenko       |
| 2011 | França · Benjamin Edelin · Anthony Jacques · Julien Palma          | Alemanya · Max Niederlag · Benjamin Konig · Pascal Ackermann          | Rússia · Aleksey Sharapov · Nikita Shurshin · Victor Nenastin    |
| 2012 | Alemanya · Richard Assmus · Jan May · Maximilian Dörnbach          | Rússia · Alexander Sharapov · Alexander Dubchenko · Vladislav Fedin   | Polònia · Mateusz Lipa · Jakub Stecko · Adrian Kobylecki         |
| 2013 | Alemanya · Maximilian Dornbach · Jan May · Patryk Rahn             | Rússia · Alexander Dubchenko · Vladislav Fedin · Alexey Lysenko       | Polònia · Patryk Rajkowski · Mateusz Rudyk · Jakub Stecko        |
| 2014 | Rússia · Alexey Nosov · Sergey Gorlov · Sergey Tabolin             | Polònia · Patryk Rajkowski · Michał Lewandowski · Marcin Czyszczewski | França · Benjamin Gil · Sébastien Vigier · Melvin Landerneau     |
| 2015 | Rússia · Alexey Nosov · Sergey Isaev · Aleksandr Vasyukhno         | Polònia · Marcin Czyszczewski · Michał Lewandowski · Mateusz Miłek    | Regne Unit · Jack Carlin · Alexander Joliffe · Joseph Truman     |
| 2016 | Rússia · Mikhail Dmitriev · Dmitri Nesterov · Pavel Rostov         | Polònia · Krystian Ruta · Daniel Rochna · Mateusz Miłek               | Regne Unit · Lewis Stewart · Alexander Joliffe · Hamish Turnbull |
| 2017 | Rússia · Daniil Komkov · Dmitrii Nesterov · Pavel Rostov           | Polònia · Łukasz Kowal · Daniel Rochna · Krystian Ruta                | Alemanya · Timo Bichler · Elias Edbauer · Carl Hinze             |

### Scratch
| Any  | Guanyador            | Segon                | Tercer               |
| ---- | -------------------- | -------------------- | -------------------- |
| 2003 | Dmytro Grabovskyy    | Filip Ditzel         | Nikolai Trussov      |
| 2004 | Alexey Bauer         | Kim Marius Nielsen   | Alain Lauener        |
| 2005 | Matthew Rowe         | Filip Hanslian       | Jonasz Krysztofik    |
| 2006 | Elia Viviani         | Vincent Dauga        | Gerrit Peetoom       |
| 2007 | Michael Vingerling   | Peter Kennaugh       | Roy Pieters          |
| 2008 | Claudio Imhof        | Konstantin Kuperasov | Vitaly Barbas        |
| 2009 | Bryan Coquard        | Dario Sonda          | Christopher Whorrall |
| 2010 | Romain Le Roux       | Michele Scartezzini  | Bryan Coquard        |
| 2011 | Yoan Verardo         | Marc Sarreau         | Samuel Lowe          |
| 2012 | Francesco Castegnaro | Christopher Latham   | Jakub Mareczko       |
| 2013 | Maxim Andreev        | Rui Alves Oliveira   | Zisis Soulios        |
| 2014 | Attilio Viviani      | Gabriel Cullaigh     | Rui Alves Oliveira   |
| 2015 | Edgar Stepanian      | Maksim Piskunov      | Vitali Prakapchuk    |
| 2016 | Jules Hesters        | Felix Happke         | Olexandr Krivich     |
| 2017 | Daniel Babor         | Filip Prokopyszyn    | Michele Gazzoli      |

### Keirin
| Any  | Guanyador                | Segon              | Tercer            |
| ---- | ------------------------ | ------------------ | ----------------- |
| 2003 | Mikhail Shikhalev        | Grégory Baugé      | Michal Tokarz     |
| 2004 | Matthew Crampton         | Francesco Kanda    | Mikhail Shikhalev |
| 2005 | David Wilken             | Christos Volikakis | Denis Spicka      |
| 2006 | Jason Kenny              | Vladimir Khozov    | Denis Spicka      |
| 2007 | Andrea Guardini          | Christian Lyte     | David Daniell     |
| 2008 | Charlie Conord           | Steven Hill        | Juan Peralta      |
| 2009 | Konstantinos Karageorgos | Alexander Reinelt  | Kévin Guillot     |
| 2010 | Benjamin Edelin          | Kévin Guillot      | Nikita Balunov    |
| 2011 | John Paul                | Max Niederlag      | Julien Palma      |
| 2012 | Mateusz Lipa             | Matthew Rotherham  | Johannes Keuchek  |
| 2013 | Alexander Dubchenko      | Jan May            | Uladzislau Novik  |
| 2014 | Patryk Rajkowski         | Moritz Meissner    | Jiri Fanta        |
| 2015 | Alexey Nosov             | Jiri Janosek       | Sébastien Vigier  |
| 2016 | Martin Cechman           | Timo Bichler       | Dimitri Nesterov  |
| 2017 | Pavel Perchuk            | Daniel Rochna      | Cezary Laczkowski |

### Madison
| Any  | Guanyador                                            | Segon                                             | Tercer                                                      |
| ---- | ---------------------------------------------------- | ------------------------------------------------- | ----------------------------------------------------------- |
| 2007 | Alemanya · Bastian Faltin · Ralf Matzka              | Rússia · Ievgueni Kovaliov · Alexander Petrovskiy | Itàlia · Tomas Alberio · Elia Viviani                       |
| 2008 | Regne Unit · Luke Rowe · Mark Christian              | Dinamarca · Niki Byrgesen · Sebastian Lander      | Alemanya · Thomas Juhas · Jakob Steigmiller                 |
| 2009 | Regne Unit 1 · Jonathan Mould · Christopher Whorrall | Itàlia · Nicolò Rocchi · Michele Scartezzini      | Regne Unit 2 · Daniel McLay · Sam Harrison                  |
| 2010 | Ucraïna · Andriy Sokolov · Oleksandr Lobov           | Rússia · Roman Ivlev · Kiril Svéixnikov           | França · Bryan Coquard · Romain Le Roux                     |
| 2011 | Suïssa · Stefan Küng · Théry Schir                   | Txèquia · Jan Kraus · Frantisek Sisr              | Bèlgica · Jonas Rickaert · Otto Vergaerde                   |
| 2012 | Itàlia · Matteo Alban · Riccardo Donato              | Dinamarca · Mathias Krigbaum · Jonas Poulsen      | Alemanya · Pascal Ackermann · Domenic Weinstein             |
| 2013 | França · Jordan Levasseur · Corentin Ermenault       | Ucraïna · Roman Gladish · Vladislav Kreminskyy    | França · Clément Barbeau · Lucas Destang                    |
| 2014 | Rússia · Nikolai Ilichev · Vitalii Ivshin            | Suïssa · Patrick Müller · Nico Selenati           | Regne Unit · Joe Evans · Joe Holt                           |
| 2015 | Rússia · Dmitriy Markov · Maksim Piskunov            | Bèlgica · Robbe Ghys · Gerben Thijssen            | Dinamarca · Andreas Stokbro Nielsen · Mathias Dahl Pedersen |
| 2016 | Regne Unit · Rhys Britton · Matthew Walls            | Bèlgica · Jules Hesters · Gerben Thijssen         | Rússia · Sergei Malnev · Alexander Smirnov                  |
| 2017 | Bèlgica · Fabio van den Bossche · Nicolas Wernimont  | Txèquia · Daniel Babor · Daniel Rybin             | Regne Unit · Rhys Britton · Jake Stewart                    |

### Òmnium
| Any  | Guanyador         | Segon           | Tercer             |
| ---- | ----------------- | --------------- | ------------------ |
| 2010 | Paolo Simion      | Lucas Liss      | Víktor Manakov     |
| 2011 | Ahmet Örken       | Jasper De Buyst | Owain Doull        |
| 2012 | Pascal Ackermann  | Jonas Rickaert  | Jonathan Dibben    |
| 2013 | Lindsay De Vylder | Riccardo Minali | Jordan Levasseur   |
| 2014 | Xavier Cañellas   | Gino Mader      | Rui Oliveira       |
| 2015 | Dawid Czubak      | Taras Shevchuk  | Sergey Rostovtsev  |
| 2016 | Szymon Krawczyk   | Ethan Hayter    | Bas Ottevanger     |
| 2017 | Fred Wright       | Alex Vogel      | Valentin Tabellion |

### Cursa per elimicació
| Any  | Guanyador       | Segon     | Tercer      |
| ---- | --------------- | --------- | ----------- |
| 2017 | Michele Gazzoli | JB Murphy | Unai Iribar |

## Palmarès femení

### Velocitat
| Any  | Guanyadora          | Segona               | Tercera               |
| ---- | ------------------- | -------------------- | --------------------- |
| 2001 | Clara Sanchez       | Valentina Alessio    | Sharon Vandromme      |
| 2002 | Elisa Frisoni       | Sofiya Pryshchepa    | Ekaterina Merzlikina  |
| 2003 | Valeriya Velychko   | Ekaterina Merzlikina | Emilie Jeannot        |
| 2004 | Magdalena Sara      | Annalisa Cucinotta   | Natalia Prokurorova   |
| 2005 | Lyubov Shulika      | Yulia Kosheleva      | Sandie Clair          |
| 2006 | Lyubov Shulika      | Virginie Cueff       | Anna Blyth            |
| 2007 | Kristina Vogel      | Viktoria Baranova    | Sabine Brettschneider |
| 2008 | Viktoria Baranova   | Barbora Drzkova      | Jessica Varnish       |
| 2009 | Rebecca James       | Laurie Berthon       | Iekaterina Gnidenko   |
| 2010 | Iekaterina Gnidenko | Victoria Williamson  | Stella Tomassini      |
| 2011 | Anastassia Vóinova  | Victoria Williamson  | Tamara Balabolina     |
| 2012 | Elis Ligtlee        | Dària Xmeliova       | Mar Manrique          |
| 2013 | Mélissandre Pain    | Nicky Degrendele     | Doreen Heinze         |
| 2014 | Tatiana Kiseleva    | Emma Hinze           | Nicky Degrendele      |
| 2015 | Emma Hinze          | Pauline Grabosch     | Julita Jagodzinska    |
| 2016 | Mathilde Gros       | Hetty van de Wouw    | Sara Kankovska        |
| 2017 | Mathilde Gros       | Lea Friedrich        | Steffie van der Peet  |

### Persecució
| Any  | Guanyadora          | Segona             | Tercera              |
| ---- | ------------------- | ------------------ | -------------------- |
| 2001 | Gessica Turato      | Diana Elmentaite   | Lenka Valova         |
| 2002 | Sofiya Pryshchepa   | Suzanne de Goede   | Julia Kurzke         |
| 2003 | Marlijn Binnendijk  | Rebecca Bertolo    | Agne Bagdonaviciute  |
| 2004 | Liesbeth Bakker     | Rebecca Bertolo    | Daiva Tuslaite       |
| 2005 | Lesya Kalitovska    | Pascale Jeuland    | Trine Schmidt        |
| 2006 | Lesya Kalitovska    | Elise van Hage     | Yulia Popova         |
| 2007 | Fiona Dutriaux      | Hannah Mayho       | Elizaveta Asserova   |
| 2008 | Hannah Mayho        | Jolien D'Hoore     | Lucie Zaleska        |
| 2009 | Hanna Solovey       | Lucie Zaleska      | Laura Trott          |
| 2010 | Alexandra Chekina   | Svetlana Kashirina | Karolina Karasiewicz |
| 2011 | Alexandra Chekina   | Elinor Barker      | Beatrice Bartelloni  |
| 2012 | Elinor Barker       | Anna Knauer        | Manon Bourdiaux      |
| 2013 | Lotte Kopecky       | Olena Demidova     | Michela Maltese      |
| 2014 | Daria Egorova       | Josie Knight       | Agata Drozdek        |
| 2015 | Justyna Kaczkowska  | Marion Borras      | Olivija Baleišytė    |
| 2016 | Olivija Baleišytė   | Maria Novolodskaia | Nikola Rozynska      |
| 2017 | Letizia Paternoster | Maria Novolodskaya | Mylene de Zoete      |

### Puntuació
| Any  | Guanyadora                | Segona               | Tercera                |
| ---- | ------------------------- | -------------------- | ---------------------- |
| 2001 | Giorgia Bronzini          | Natalia Boyarskaya   | Eleonora Soldo         |
| 2002 | Eleonora Soldo            | Ekaterina Merzlikina | Kyriaki Konstantinidou |
| 2003 | Anastassia Txulkova       | Rebecca Bertolo      | Karen Verbeek          |
| 2004 | Rebecca Bertolo           | Mie Bekker Lacota    | Liesbeth Bakker        |
| 2005 | Mie Bekker Lacota         | Pascale Jeuland      | Irina Zemlyanskaya     |
| 2006 | Elise van Hage            | Ievguénia Romaniuta  | Silvia Castoldi        |
| 2007 | Alex Greenfield           | Elizaveta Asserova   | Marta Tagliaferro      |
| 2008 | Alex Greenfield           | Jolien D'Hoore       | Amy Pieters            |
| 2009 | Hanna Solovey             | Aude Biannic         | Laura Trott            |
| 2010 | Elena Cecchini            | Alexandra Goncharova | Karolina Karasiewicz   |
| 2011 | Maria Giulia Confalonieri | Svetlana Kashirina   | Kelly Markus           |
| 2012 | Arianna Fidanza           | Kseniya Dobrynina    | Natasha Grillo         |
| 2013 | Lotte Kopecky             | Kaat Van der Meulen  | Bianca Lust            |
| 2014 | Manon Lloyd               | Lisa Klein           | Diana Klímova          |
| 2015 | Rachele Barbieri          | Daria Pikulik        | Tessa Dijksman         |
| 2016 | Letizia Paternoster       | Marit Raaijmakers    | Rebecca Raybould       |
| 2017 | Olha Kulynych             | Aksana Salauyeva     | Valentine Fortin       |

### 500 metres contrarellotge
| Any  | Guanyadora         | Segona                  | Tercera             |
| ---- | ------------------ | ----------------------- | ------------------- |
| 2001 | Valentina Alessio  | Clara Sanchez           | Julita Papinigyte   |
| 2002 | Elisa Frisoni      | Jennifer Strohschneider | Sofiya Pryshchepa   |
| 2003 | Emilie Jeannot     | Magdalena Sara          | Anastassia Txulkova |
| 2004 | Magdalena Sara     | Annalisa Cucinotta      | Valeriya Velychko   |
| 2005 | Lyubov Shulika     | Elodie Henriette        | Anna Blyth          |
| 2006 | Lyubov Shulika     | Sandie Clair            | Virginie Cueff      |
| 2007 | Kristina Vogel     | Jessica Varnish         | Viktoria Baranova   |
| 2008 | Jessica Varnish    | Viktoria Baranova       | Magali Baudacci     |
| 2009 | Rebecca James      | Olivia Montauban        | Magali Baudacci     |
| 2010 | Tania Calvo        | Anastassia Vóinova      | Iekaterina Gnidenko |
| 2011 | Anastassia Vóinova | Victoria Williamson     | Elis Ligtlee        |
| 2012 | Dària Xmeliova     | Elis Ligtlee            | Lidiya Pluzhnikova  |
| 2013 | Mélissandre Pain   | Doreen Heinze           | Tatiana Kiseleva    |
| 2014 | Tatiana Kiseleva   | Doreen Heinze           | Olena Starikova     |
| 2015 | Emma Hinze         | Pauline Grabosch        | Hetty van de Wouw   |
| 2016 | Mathilde Gros      | Hetty van de Wouw       | Sophie Capewell     |
| 2017 | Mathilde Gros      | Lea Friedrich           | Lauren Bate         |

### Keirin
| Any  | Guanyadora          | Segona                  | Tercera              |
| ---- | ------------------- | ----------------------- | -------------------- |
| 2003 | Magdalena Sara      | Ekaterina Merzlikina    | Barbara Borucz       |
| 2004 | Magdalena Sara      | Natalia Prokurorova     | Joukje Braam         |
| 2005 | Elodie Henriette    | Lyubov Shulika          | Anastasia Rozhkova   |
| 2006 | Lyubov Shulika      | Renata Dabrowska        | Sandie Clair         |
| 2007 | Jessica Varnish     | Renata Dabrowska        | Kristina Vogel       |
| 2008 | Jessica Varnish     | Galina Streltsova       | Giada Balzan         |
| 2009 | Iekaterina Gnidenko | Rebecca James           | Varvara Boyko        |
| 2010 | Anastassia Vóinova  | Victoria Williamson     | Tania Calvo          |
| 2011 | Anastassia Vóinova  | Stella Tomassini        | Lisa Gamba           |
| 2012 | Dària Xmeliova      | Shana Dalving           | Elis Ligtlee         |
| 2013 | Mélissandre Pain    | Nicky Degrendele        | Kyra Lamberink       |
| 2014 | Nicky Degrendele    | Tatiana Kiseleva        | Julita Jagodzińska   |
| 2015 | Emma Hinze          | Kseniya Bogoyavlenskaya | Marlena Karwacka     |
| 2016 | Sara Kankowska      | Aleksandra Tolomanow    | Steffie van der Peet |
| 2017 | Mathilde Gros       | Martina Fidanza         | Lauren Bate          |

### Scratch
| Any  | Guanyadora           | Segona               | Tercera             |
| ---- | -------------------- | -------------------- | ------------------- |
| 2003 | Ekaterina Merzlikina | Annalisa Cucinotta   | Emilie Jeannot      |
| 2004 | Annalisa Cucinotta   | Karen Verbeek        | Rebecca Bertolo     |
| 2005 | Silvia Daniele       | Ievguénia Romaniuta  | Pascale Jeuland     |
| 2006 | Elise Van Hage       | Virginie Cueff       | Ievguénia Romaniuta |
| 2007 | Renata Dabrowska     | Barbara Guarischi    | Elizaveta Asserova  |
| 2008 | Lucie Zaleska        | Valentina Scandolara | Jolien D'Hoore      |
| 2009 | Giulia Donato        | Gabriela Slamova     | Roxane Fournier     |
| 2010 | Alexandra Goncharova | Giulia Donato        | Sara Consolati      |
| 2011 | Irene Usabiaga       | Alina Bondarenko     | Kelly Markus        |
| 2012 | Lucy Garner          | Iris Sachet          | Shana Dalving       |
| 2013 | Claudia Cretti       | Natasha Grillo       | Kaat van der Meule  |
| 2014 | Elena Bissolati      | Diana Klímova        | Claudia Cretti      |
| 2015 | Elena Bissolati      | Elionor Dickinson    | Hetty van de Wouw   |
| 2016 | Letizia Paternoster  | Maria Martins        | Wiktoria Pikulik    |
| 2017 | Martina Fidanza      | Petra Sevcikova      | Jenny Holl          |

### Velocitat per equips
| Any  | Guanyadora                                                     | Segona                                              | Tercera                                            |
| ---- | -------------------------------------------------------------- | --------------------------------------------------- | -------------------------------------------------- |
| 2008 | Polònia · Kornelia Maczka · Aleksandra Drejgier                | França · Magali Baudacci · Olivia Montauban         | Rússia · Viktoria Baranova · Elena Melnichenko     |
| 2009 | França · Laurie Berthon · Olivia Montauban                     | Polònia · Aleksandra Drejgier · Dominika Żukowska   | Alemanya · Christina Konsulke · Charlott Arndt     |
| 2010 | Rússia · Iekaterina Gnidenko · Anastassia Vóinova              | Alemanya · Charlott Arndt · Christina Konsulke      | Itàlia · Sara Consolati · Giulia Donato            |
| 2011 | Rússia · Anastassia Vóinova · Tamara Balabolina                | Regne Unit · Victoria Williamson · Jessica Crampton | Polònia · Dominika Borkowska · Urszula Los         |
| 2012 | Rússia · Dària Xmeliova · Lidiya Pluzhnikova                   | Regne Unit · Lucy Garner · Danielle Khan            | Països Baixos · Elis Ligtlee · Tamar Vedder        |
| 2013 | Rússia · Tatiana Kiseleva · Ekaterina Rogovaya                 | Alemanya · Doreen Heinze · Lisa Klein               | Bèlgica · Nicky Degrendele · Catherine Wernimont   |
| 2014 | Alemanya · Doreen Heinze · Emma Hinze                          | Rússia · Tatiana Kiseleva · Anna Kozinova           | Bèlgica · Nicky Degrendele · Catherine Wernimont   |
| 2015 | Alemanya · Pauline Grabosch · Emma Hinze                       | Itàlia · Martina Fidanza · Miriam Vece              | Rússia · Kseniya Bogoyavlenskaya · Olga Goncharova |
| 2016 | Països Baixos · Hetty van de Wouw · Steffie van der Peet       | Itàlia · Elena Bissolati · Gloria Manzoni           | Regne Unit · Lauren Bate-Lowe · Sophie Capewell    |
| 2017 | Rússia · Polina Vashenko · Yana Tyshenko · Ksenia Andreeva (q) | Alemanya · Emma Götz · Lea Friedrich                | Regne Unit · Georgia Hilleard · Lauren Bate        |

### Persecució per equips
| Any  | Guanyadora                                                                               | Segona | Tercera                                                                                    |
| ---- | ---------------------------------------------------------------------------------------- | --- | ------------------------------------------------------------------------------------------ |
| 2008 | Regne Unit · Hannah Mayho · Alex Greenfield · Jessica Booth                              | Bèlgica · Evelyn Arys · Jessie Daams · Jolien D'Hoore                                                              | Itàlia · Giada Balzan · Rossella Callovi · Valentina Scandolara                            |
| 2009 | Regne Unit · Ella Sadler Andrews · Jessica Booth · Laura Trott                           | Rússia · Elena Lichmanova · Lidia Malakhova · Garina Streltsova                                                    | Ucraïna · Inna Metalnykova · Elizaveta Oshurkova · Hanna Solovey                           |
| 2010 | Rússia · Alexandra Goncharova · Svetlana Kashirina · Alexandra Chekina                   | Itàlia · Elena Cecchini · Maria Giulia Confalonieri · Chiara Vannucci                                              |                                                                                            |
| 2011 | Itàlia · Beatrice Bartelloni · Maria Giulia Confalonieri · Chiara Vannucci               | Rússia · Alexandra Chekina · Gulnaz Badykova · Svetlana Kashirina                                                  | França · Eugénie Duval · Eloïse Bec · Valentine Mori                                       |
| 2012 | Regne Unit · Amy Roberts · Lucy Garner · Elinor Barker                                   | Rússia · Kseniya Dobrynina · Gulnaz Badykova · Natalia Mozharova                                                   | Itàlia · Michela Maltese · Arianna Fidanza · Ana Maria Covrig                              |
| 2013 | Itàlia · Arianna Fidanza · Francesca Pattaro · Michela Maltese · Maria Vittoria Sperotto | Rússia · Natalia Mozharova · Anastasia Buchneva · Svetlana Vasilieva · Maria Kantcyber                             | Bèlgica · Kaat Van Der Meulen · Lotte Kopecky · Jesse Vandenbulcke · Saartje Vandenbroucke |
| 2014 | Regne Unit · Manon Lloyd · Emily Nelson · Grace Garner · Megan Barker                    | Polònia · Nikol Płosaj · Daria Pikulik · Justyna Kaczkowska · Natalia Radzicka                                     | França · Soline Lamboley · Alphanie Midelet · Margot Dutour · Marion Borras                |
| 2015 | Itàlia · Elisa Balsamo · Rachele Barbieri · Sofia Bertizzolo · Marta Cavalli             | Polònia · Weronika Humelt · Daria Pikulik · Justyna Kaczkowska · Nikola Rozynska                                   | França · Pauline Clouard · Lucie Jounier · Typhaine Laurance · Marion Borras               |
| 2016 | Itàlia · Elisa Balsamo · Chiara Consonni · Letizia Paternoster · Martina Stefani         | Països Baixos · Marit Raaijmakers · Amber van der Hulst · Kristie van Haaften · Bente van Teeseling                | Regne Unit · Eleanor Dickinson · Lauren Dolan · Rebecca Raybould · Jessica Roberts         |
| 2017 | Itàlia · Chiara Consonni · Letizia Paternoster · Martina Fidanza · Vittoria Guazzini     | Països Baixos · Amber Van Der Hulst · Kirstie Van Haaften · Marit Raaijmakers · Mylene De Zoete · Phaedra Krol (q) | Rússia · Anastasia Lukashenko · Daria Malkova · Karine Minasyan · Maria Novolodskaya       |

### Òmnium
| Any  | Guanyadora          | Segona               | Tercera            |
| ---- | ------------------- | -------------------- | ------------------ |
| 2010 | Chiara Vannucci     | Alexandra Goncharova | Dagmar Labakova    |
| 2011 | Chiara Vannucci     | Alina Bondarenko     | Laudine Genée      |
| 2012 | Anna Knauer         | Tetyana Klimchenko   | Michela Pavin      |
| 2013 | Lucja Pietrzak      | Edita Mazureviciute  | Soline Lamboley    |
| 2014 | Edita Mazureviciute | Grace Garner         | Soline Lamboley    |
| 2015 | Daria Pikulik       | Grace Garner         | Marion Borras      |
| 2016 | Elisa Balsamo       | Olivija Baleisytė    | Jessica Roberts    |
| 2017 | Letizia Paternoster | Olha Kulynych        | Maria Novolodskaya |

### Madison
| Any  | Guanyadores                                    | Segones                              | Terceres                                          |
| ---- | ---------------------------------------------- | ------------------------------------ | ------------------------------------------------- |
| 2017 | Itàlia · Chiara Consonni · Letizia Paternoster | Rússia · Shari Bossuyt · Noa Selosse | Regne Unit · Barbora Dzerengova · Petra Sevcikova |

### Cursa per elimicació
| Any  | Guanyadora          | Segona        | Tercera         |
| ---- | ------------------- | ------------- | --------------- |
| 2017 | Letizia Paternoster | Maria Martins | Pfeiffer Georgi |